# Байрак (лісовий заказник)
Байра́к  — лісовий заказник місцевого значення в Україні. Розташований на території Первомайського району Миколаївської області, у межах Лисогірської сільської ради.
Площа — 10 га. Статус надано згідно з рішенням Миколаївської обласної ради № 448 від 23.10.1984 року задля збереження ділянок зростання рослин, що зникають.
Заказник розташований на захід від села Лиса Гора, на лівому березі річки Чорний Ташлик.
Територія заповідного об'єкта слугує для збереження та охорони місцезнаходження та характеру природних комплексів.